# Le Mesnil-Guillaume
Le Mesnil-Guillaume é uma comuna francesa na região administrativa da Normandia, no departamento Calvados. Estende-se por uma área de 3,86 km². Em 2010 a comuna tinha 611 habitantes (densidade: 158,3 hab./km²).